# 趙寧 (臺灣)
趙寧（1943年9月1日—2008年9月5日），字致遠，號茶房，又號普光居士，台灣人，散文作家、學者、電視節目主持人、電台節目主持人，以詼諧的風格和幽默的散文與漫畫紅極一時。中華民國海軍中將趙錦龍為其父，趙怡與趙靖為其弟。

## 別名
趙寧自號「趙茶房」、「趙老大」，成為大家耳熟能詳的稱號。「茶房」來自趙寧在《大華晚報》發表的一幅自畫像，是一個戴著方帽子的茶房，題字是「風蕭蕭兮易水寒，壯士一去兮洗碗盤」。另外，趙寧還有「普光居士」之號，顯示他對佛學的研究與信仰。

## 經歷
- 1943年9月1日，趙寧出生於陝西省西安市。
- 1946年，三歲的趙寧來到台灣。
- 1964年，就讀國立台灣大學政治學系的趙寧擔任中國青年反共救國團幼獅通訊社駐國立台灣大學記者與《大學新聞》漫畫主筆。
- 1965年，趙寧畢業於國立台灣大學政治學系。
- 1966年，趙寧擔任中華民國憲兵第203團少尉副排長。
- 1967年，趙寧任職行政院新聞局國內宣傳處、國際宣傳處編輯，在《大華晚報》開闢以打油詩與漫畫為內容的專欄〈詩畫展〉（每日登出三幅漫畫），也在《中華日報》連載漫畫《老趙週記》；同年，《詩畫展》第一集與第二集出版。
- 1968年，趙寧至美國留學十一年，攻讀威斯康辛大學視聽傳播碩士及明尼蘇達大學視聽傳播博士，並開始在《大華晚報》連載專欄〈趙寧留美記〉。〈趙寧留美記〉用章回小說體寫自己的留美生活，善於苦中作樂，把苦悶昇華為歡笑。
  - 9月，《趙寧詩畫集》出版。
- 1969年，趙寧開始在《皇冠雜誌》連載專欄，在《聯合報》〈聯合副刊〉、《中央日報》〈中央副刊〉、《中國時報》〈人間副刊〉等副刊發表文章。1970年，趙寧獲得威斯康辛大學視聽傳播碩士學位。
- 1971年，趙寧擔任紐約州立大學普列斯堡校區電視藝術導播副教授，《趙寧留美記》出版。
- 1974年至1977年，趙寧擔任密西根州福林市學區視聽中心主任。
- 1976年2月，趙寧散文集《起風的時候》出版。
- 1977年至1979年，趙寧擔任明尼蘇達州春湖公園學區視聽中心主任。
- 1979年，趙寧獲得明尼蘇達大學視聽傳播博士學位。
- 1980年2月，趙寧散文集《趕路者》出版。
- 1980年至1982年，趙寧擔任中華電視台顧問。
- 1980年至1984年，趙寧擔任《中國時報》主筆。
- 1981年，趙寧任教於國立台灣師範大學，皈依釋星雲門下。
  - 4月，趙寧擔任董氏基金會顧問與委員，散文集《三兄弟》出版。
  - 5月，趙寧辦理中華電視台附屬文化服務機構「華視世界」漫畫班。
  - 9月，趙寧散文集《趙寧留美記續集》出版。
  - 10月，趙寧散文集《影子的聯想》出版。
- 1982年，趙寧擔任《秋海棠》雜誌社社長兼總編輯，另以台灣電影《辛亥雙十》主題曲〈起風的時候〉獲得金馬獎最佳電影插曲作詞獎。
- 1983年，趙寧主持中華電視台《新聞題外》。
  - 6月1日，《華視新聞雜誌月刊》創刊，趙寧開始在該刊連載〈塵緣誌〉。
  - 11月，趙寧散文集《5711438》出版（該書曾被鴻揚影業改編成1986年電影，導演為陳俊良，主要演員為陶大偉、顏鳳嬌、周丹薇、譚艾珍、金塗、胖三等）。
- 1985年2月，趙寧散文集《心事誰人知》出版。
  - 10月，趙寧散文集《愛你在心口常開》出版，趙寧筆記書《趙寧祝福》出版。
- 1986年2月，趙寧詩畫集《趙寧詩畫展》出版，趙寧在《大華晚報》連載〈浮生雜記〉。
  - 10月，趙寧散文集《君子動口又動手》出版。
- 1987年5月16日至1995年8月24日，趙寧主持警察廣播電台《北斗星》，共577集。
- 1987年6月17日至1988年6月30日，趙寧與洪冬桂共同主持台灣電視公司《夜來客談》。
- 1988年1月12日，趙寧開始在《中央日報》連載專欄。
  - 2月，趙寧散文集《人生何處不桃源》出版。
  - 2月2日，趙寧開始在《聯合報》〈繽紛〉版與《中華日報》連載專欄。
  - 4月，趙寧當選中華民國漫畫學會理事長與中華民國五心協會第一屆會長。
- 1988年8月26日至1990年12月17日，趙寧主持台灣電視公司播映的公共電視節目《無所不談》。1989年10月17日至1993年9月28日，趙寧與崔麗心共同主持中國電視公司綜藝節目《女人女人》，趙寧成為台灣第一個主持綜藝節目的學者。
- 1989年5月28日，趙寧當選中華民國作家協會第一屆理事。
- 1990年5月，趙寧散文集《問情》出版。1990年4月第25屆金鐘獎，趙寧與崔麗心以《女人女人》獲得電視金鐘獎綜藝節目主持人獎。
- 1991年5月，趙寧散文集《找一個字代替》與學術專書《新聞媒體之環保教育概念分析》出版，趙寧與方芳芳共同主持台灣電視公司綜藝節目《今夜星光》。
- 1992年8月1日至1993年5月15日，趙寧與方芳芳共同主持台灣電視公司《885熱力傳送》，共41集。1992年10月16日，趙寧成立社會無醉文教基金會並自任董事長。
- 1991年4月第26屆金鐘獎，趙寧與崔麗心以《女人女人》入圍電視金鐘獎綜藝節目主持人獎。
- 1993年3月6日，趙寧與小25歲的學生劉茵茵結婚。
- 1993年5月1日至2000年7月29日，趙寧主持台灣電視公司《伴我成長》。
- 1993年，趙寧當選中國國民黨第14屆中央委員第47名。
- 1994年夏季，長女趙元出生。
- 1995年5月，趙寧學術專書《視聽傳播你和我》出版。
- 1995年11月，趙寧散文集《甜蜜的寶貝》出版。
- 1996年，長男趙佑出生，趙寧當選第3屆國大代表並成立「跨黨派國大聯誼會」。
- 1997年，趙寧當選中國國民黨第15屆第79名中央委員，散文集《趙寧上台一鞠躬》出版。
- 1998年，趙寧學術專書《教學設計上呈現方式在概念學習上的應用》出版。
- 1999年，迎接小兒子趙中誕生。
- 2003年，趙寧兼任國立台灣師範大學圖文傳播學系教授、圖文傳播學系主任、圖文傳播研究所主任及視聽教育館館長，獲教育部部長黃榮村頒贈「木鐸獎」。
- 2003年3月，趙寧散文精選集《談笑風生趙茶房》出版。
- 2004年2月，趙寧接任佛光人文社會學院（今佛光大學）校長。
- 2004年12月，趙寧散文精選集《為人生畫一個美麗的圓》出版。
- 2006年7月，趙寧接任德霖技術學院第2屆校長。【註】2017年8月1號改名為宏國德霖科技大學
- 2007年11月中旬，趙寧健康檢查時發現體內疑似有膽結石，手術摘除膽囊後被診斷為膽囊癌，被轉送台北榮民總醫院進一步治療，發現癌細胞已轉移至腹腔與小腸，病情持續惡化。
- 2008年7月，趙寧請辭德霖技術學院校長，德霖技術學院教務長鄭建銓擔任德霖技術學院代理校長至2009年2月（前中台科技大學校長陳富都接任德霖技術學院第3屆校長）。
- 2008年9月5日上午11時30分，趙寧因膽囊癌病逝於台北榮民總醫院。
- 2008年9月19日，中華民國總統馬英九明令褒揚趙寧，全文為：|  | 知名作家、佛光人文社會學院暨德霖技術學院前校長趙寧，博聞彊志，愷悌謙沖。少歲卒業國立臺灣大學政治系，嗣赴美留學獲視聽傳播碩士與博士學位，濬瀹涵泳，益弘學驗。歷任中國時報主筆、中華電視公司顧問、國立臺灣師範大學圖文傳播系所主任及視聽教育館館長、國民大會代表，復兼任佛光會檀教師、董氏基金會資深委員、社會無醉基金會董事長、中華民國漫畫學會理事長等職，悉心公共議題，推展人文關懷，銳意敷教，勵眾淑世。尤以學院校長任內，存盛績於佛光，試發硎予德霖，陶鎔鼓鑄，琢玉芬芳。公餘著述深邃豐贍，旨趣幽默機捷，妙言要道，曉暢精微。曾獲頒金馬獎最佳電影插曲作詞獎、中華民國漫畫協會金爵獎、金鐘獎最佳綜藝節目主持人獎、優良教育人員木鐸獎等殊榮，跨足影視創作，屢拓生涯新域，茂才瑰奇，時論譽美。綜其生平，秉健筆而潤色鴻業，持校務則卓識通朗，流風遺緒，霽範永馨。遽聞驟逝，軫悼曷極，應予明令褒揚，用示政府篤念碩彥之至意。 |

## 作品

### 主持
台灣電視公司
- 《夜來客談》（與洪冬桂主持，播映期間：1987年6月17日至1988年6月30日）
- 《台視文化廣場》（與丁乃竺主持）
- 《今夜星光》（與方芳芳主持）
- 《885熱力傳送》（與方芳芳主持，播映期間：1992年8月1日至1993年5月15日，共41集）
- 《談笑書聲》（獨自主持，播映期間：1993年2月14日至1995年9月17日，共130集）
- 《伴我成長》（獨自主持，播映期間：1993年5月1日至2000年7月29日）
- 《群星會》（第二代版本，播映期間：1993年11月21日23:10~00:40及1994年2月14日至4月13日每週一、二23:00~23:30）
- 《強棒出擊》（與王瑞玲主持）

中國電視公司
- 《女人女人》（與崔麗心主持，播映期間：1989年10月17日至1993年9月28日，共205集）
- 《夜來香》（獨自主持，播映期間：1990年10月17日至1990年12月26日，共11集）

中華電視公司
- 《第六攝影棚》（播映期間：1981年）
- 《一代巨星鄧麗君》（華視文化公司製作，策劃兼獨自主持，播映期間：1995年）
- 《春》（播映期間：1995年8月11日至1996年2月2日，共26集）
- 《健康俱樂部》（播映期間：1995年8月13日至1996年2月4日）
- 《紅色炸彈》（與趙英華、曹啟泰主持，播映期間：1996年9月17日至1997年5月27日，共30集）

公共電視節目
- 《無所不談》（台視播出，獨自主持，播映期間：1988年8月26日至1990年12月17日）
- 《電影的奧秘》（緯來企業製作，獨自主持）

衛視中文台
- 《有話趙說》（主持期間待考，與王渝文主持）
- 《C-club名人三溫暖》（原為一人主持，之後加入李秀媛共同主持）

博新1台
- 《大手牽小手》（播映期間：1995年）

GTV28（今八大綜合台）
- 《網路大贏家》（與李其芳主持，播映期間：1996年12月28日至1997年7月30日，共35集）

環球電視
- 《趙寧會客室》（獨自主持，主持期間待考）
- 《國會那卡西》（主持期間待考）

緯來電視網
- 《選戰第一線》（主持期間待考）

佛光衛視
- 《佛光普照》（主持期間待考）
- 《找您來充電》（主持期間待考）
- 《袈裟傳奇》（主持期間待考）

中央廣播電台
- 《趙寧答錄機》（獨自主持，主持期間待考）

警察廣播電台
- 《北星》（獨自主持，播出期間：1987年5月16日至1995年8月24日，共577集）

### 廣告
- 福特六和汽車（1989年）
- 豐田汽車（1989年）
- 鹿橋文化「鹿橋教育圖書館」（1991年）
- 永豐餘紙業「得意抽取式衛生紙」（1993年）
- 光泉牧場「乳香世家」（1999年）

### 著作
| 年份   | 書名                                                                                    | 出版社     | ISBN               |
| ------ | --------------------------------------------------------------------------------------- | ---------- | ------------------ |
| 1968年 | 《趙寧詩畫集》                                                                          | 勁草文化   |                    |
| 1988年 | 《人生何處不桃源》                                                                      | 皇冠文化   | ISBN 9789573301172 |
| 1990年 | 《問情：趙寧的99封信》                                                                  | 皇冠文化   | ISBN 9789573302278 |
| 1991年 | 《找一個字代替》                                                                        | 皇冠文化   | ISBN 4718001005530 |
| 1993年 | 《君子動口又動手》                                                                      | 皇冠文化   |                    |
| 1993年 | 《愛你在心口常開》                                                                      | 皇冠文化   |                    |
| 1993年 | 《心事誰人知》                                                                          | 皇冠文化   |                    |
| 1993年 | 《5711438》                                                                             | 皇冠文化   |                    |
| 1993年 | 《起風的時候》                                                                          | 皇冠文化   |                    |
| 1993年 | 《趕路者》                                                                              | 皇冠文化   | ISBN 4718021003028 |
| 1993年 | 《三兄弟》                                                                              | 皇冠文化   |                    |
| 1993年 | 《影子的聯想》                                                                          | 皇冠文化   | ISBN 9789573301165 |
| 1993年 | 《趙寧留美記》                                                                          | 皇冠文化   | ISBN 9789573303565 |
| 1993年 | 《趙寧留美記・續集》                                                                    | 皇冠文化   | ISBN 4718001003338 |
| 1995年 | 《視聽傳播你和我》                                                                      | 平安文化   | ISBN 9789578030237 |
| 1995年 | 《甜蜜的寶貝》                                                                          | 皇冠文化   | ISBN 9789573312635 |
| 1996年 | 《情愛 EQ- 兩性篇》                                                                     | 時報文化   |                    |
| 1997年 | 《趙寧上臺一鞠躬》                                                                      | 皇冠文化   | ISBN 9789573314226 |
| 1998年 | 《教學設計上呈現方式在概念學習上的應用》                                                | 師大書苑   | ISBN 9574960358    |
| 2002年 | 《媒體中心：創新與經營》                                                                | 五南出版   | ISBN 9789571127163 |
| 2002年 | 《媒體管理與市場調查Q&A》                                                               | 風雲論壇   | ISBN 9789570416411 |
| 2002年 | 《教學媒體與學習科技》                                                                  | 雙葉書廊   | ISBN 9578555563    |
| 2003年 | 《談笑風生趙茶房》                                                                      | 九歌出版社 | ISBN 9789574440146 |
| 2004年 | 《為人生畫一個美麗的圓》                                                                | 九歌出版社 | ISBN 9789574441792 |
| 2005年 | 《聽話的老爸最偉大》                                                                    | 健行文化   | ISBN 9789867753571 |
| 2006年 | 《趙茶房ㄆㄚㄆㄚ走》                                                                    | 香海文化   | ISBN 9789867041593 |
| 2006年 | 《不一樣的親密關係》（附VCD）（本書為社會各界菁英與聖嚴法師的對談紀錄，趙寧為其中之一） | 法鼓文化   | ISBN 9789575983581 |

## 外部連結
- 九歌文學網－趙寧簡介 （页面存档备份，存于）